# Метод Эшка
Метод Эшка — метод определения серы в горючих ископаемых с использованием смеси Эшка. Для определения содержания серы в угле, навеску угля сжигают при температуре 700°С со смесью Эшка. При этом образуются растворимые сульфаты магния и натрия. Их растворяют в горячей воде и затем добавляют хлорид бария. По количеству осадка BaSO4. судят о количестве серы в угле. Этот способ был предложен Адальбертом Эшкой в 1874 году.

## Смесь Эшка
Смесь Эшка (лат. Eschka mixture) — смесь двух частей MgO и одной части Na2CO3 (окиси магния и безводного карбоната натрия), реагент, хорошо поглощающий окислы серы и хлора. Представляет собой белый порошок.